# Supercoupe de Belgique de football 1990
La Supercoupe de Belgique 1990 est un match de football qui a été joué le 8 août 1990, entre le vainqueur du championnat de division 1 belge 1989-1990, le FC Bruges et le vainqueur de la coupe de Belgique 1989-1990, le RFC Liège.
Le FC Bruges remporte le match après la séance de tirs au but, et sa quatrième Supercoupe de Belgique.

## Feuille de match
| 8 août 1990 | FC Bruges       | 2-2 | RFC Liège | Olympiastadion, Bruges |  |
|             |                 |     |           |                        |  |
|             | Tirs au but 7-6 |     |           |                        |  |